# Василий Острожки
Свети Василий Острожки е сред най-почитаните сръбски светци, като православен покровител на Херцеговина. Живял и просиял през XVII век, той е сред най-тачените сръбски светци, още повече че св. Сава Сръбски като млад принц пребивавал в Херцеговина, където получил Божията промисъл.
Ражда се в Попово село, Херцеговина, през 1610 г. в бедното, но благочестиво семейство на Петър и съпругата му Анастасия-Ана с моминско име Джурица. При кръщението е наречен Стоян, по фамилия Йованов(ич), а семейството му е дълбоко религиозно. 
Родителите поверяват Стоян като момък на чичо му, който е игумен на манастира Завала. В манастира се научава на четмо и писмо, напредва в духовно отношение, запознава се със Светото писание и произведенията на Светите Отци на Църквата, които възбуждат в душата му желание да се посвети на Бога, което и се случва. Поотраснал Стоян се мести в Требинския манастир „Успение на Пресвета Богородица” (Твърдош), където приема схима. При замонашването Стоян приема името Василий, в чест на св. Василий Велики. По-късно, заради пребиваването си в пост в Острожкия манастир, получава прозвището Острожки. Като монах води строг подвижнически живот, преминавайки последователно в дяконски и свещенически чин. Отличавайки се с благо и твърдоверие е възведен в архимандритско достойнство.
Василий Острожки просиява в трудно време за вярата на народа на Черна гора и Херцеговина, а това е време на католическа, и в частност униатска пропаганда в сръбските земи, на която Василий Острожки твърдо се противопоставя. Архимандрит Василий се отдава на повсеместна деятелност сред народа, като добър пастир и духовник. Обикаля херцеговинските села и градове, вършвайки богослужения, и затвърждавайки с личен пример православната вяра в хората – утешавайки и подкрепяйки страдащите, колебливите и малодушните. Едновременно с това той не изоставя монашеския си подвиг, т.е. поста, молитвата и мисълта за Бога. По този начин Василий се превръща в пръв враг на католиците от Дубровнишката република и местните турци, поради което се налага за изваестно време, с цел опазване на живота си, да замине за Руското царство, а след завръщането си от Русия се установява за известно време на Света гора – за което получава благоволение от своя духовен пастир и печки патриарх – Паисий I Яневец. 
В резултат от успешната му мисия в руските земи, и пребиваване в Света гора, патриарх Паисий уповавайки се на духовните качества и способности на архимандрит Василий, го възвежда в архиерейски сан. За това спомага най-вече дотогавашното му пастирско служение, включително по време на едногодишния му престой на Света гора. През 1638 г. в Печ, на 28 години, Василий е хиротонисан за епископ и поставен за митрополит на Требине. Вече като духовен пастир с архиерейски сан, Василий въпреки грозящите го опасности се отдава на неуморно пастирско служение сред народа, пътувайки из Требине надлъж и нашир. Около него със служението му започнали да се случват чудеса. Вярващ, народът започнал да се стича при него, търсейки наставление, закрила и утеха в неволите си. По-късно Василий е въдворен в нова епархия – Източно-херцеговинската, където местните турци издевателствали над местните християни, като плячкосвали села, отвеждали пленници на заточение, опожарявали църкви и манастири. Поради бушуващите по него време непрестанно венецианско-турски войни, областта страдала повстеместно, а Василий намерил убежище, оттегляйки се на стари години в труднодостъпния и отдалечен манастир Острог. Острог бил прочут със строгия живот на своите обитатели и особено със своя игумен – старецът Исая, който се подвизавал дълги години в отшелническа пещера над манастира. В тази пещера се заселил и Василий. От скита той петнадесет години управлявал своята епархия. Около него се събрали нови монаси, обновили старата манастирска църква „Въведение Богородично” и съградили нова, посветена на Честния Кръст. Когато братството се разраснало, преподобният поставил един от братята за игумен, а сам той се отдал на най-строги подвизи в своята постница, като през цялото това време не изоставил и грижите за епархията и повереното му херцеговинско паство. При необходимост напускал манастира и слизал сред народа, за да го наставлява, утешава и подкрепя. А населението от своя страна се устремявало към манастира, надявайки се на молитвената му помощ и търсейки богопросветените му съвети.
Василий Острожки на 29 април 1671 г. предава душата си в ръцете Божии. Тялото му е погребано от братството в църквата „Въведение на Пресвета Богородица”, а през 1678 г. гробът му бил отворен и в него монасите намерили мощите на светеца цели, нетленни и благоухаещи. Още преди отворянето на гроба му, около него се случвали чудеса, а след отварянето нетленните му останки са положени в кивот в манастирския храма, където се намират и днес.